# Robert Campbell Junior
Robert Campbell Junior (* 1944 in der Burnt Bridge Aboriginal Mission in Kempsey; † 1993 in Kempsey) war ein Aborigine, der als Maler durch kritische Darstellung der Rassentrennung sowie der Enteignung der Aborigines in Australien bekannt wurde.

## Leben
Er wuchs in Kempsey auf und arbeitete als Erwachsener in verschiedenen Jobs in Sydney und als Saisonarbeiter in Kempsey an der Nordküste von New South Wales. Dort malte er zunächst für Touristen und lokale Ausstellungen.
Campbell interessierte sich für die Geschichte des Rassismus und Kolonialismus Australiens in der Nachkriegsgesellschaft und setzte sich mit der Geschichte der Aborigines auseinander.

## Werk
1987 gründete Campbell mit anderen befreundeten Künstlern die Gruppe Kempsey Koori Artists. Er stellte in zahlreichen Ausstellungen aus, wie in Melbourne im Jahre 1987 „A Koori Perspective“, 1989 „The Continuing Tradition“ in der National Gallery of Australia, 1989 „L'ete Australien“ in Montpellier, 1990 „Tagari Lia: My Family“ in Glasgow, Swansea und Manchester im Jahre 1990 und 1992 „I Shall Never Become a White Man“, Museum of Contemporary Art in Sydney. 1995 zeigte er in der Kempsey-Schule 'Living the Dreaming'.
Beispiele seiner Arbeit sind in der National Gallery of Australia, im Museum of Contemporary Art Sydney, Artbank Collection, Campbelltown Arts Centre, Art Gallery of New South Wales und in der Queensland Art Gallery zu sehen.
Sein bekanntestes Bild aus dem Jahre 1986 stellt die Zelt-Botschaft der Aborigines aus dem Jahre 1972 in Canberra vor dem Old Parliament House dar. In diesem Bild zeigte er die Weißen nackt mit deutlich sichtbarer Speiseröhre und stellte sie in der Sichtweise der Aborigines dar. Das politische Thema der Zelt-Botschaft war der Hinweis politischer Aborigines auf ihre Landrechte, die ihnen weitestgehend bis zum heutigen Tage verwehrt geblieben sind.